# Money Don't Matter 2 Night
Money Don't Matter 2 Night is een nummer uit 1992 van de Amerikaanse muzikant Prince en zijn begeleidingsband The New Power Generation. Het is de vijfde single van Prince' dertiende studioalbum Diamonds and Pearls.
De tekst van het nummer gaat over geld, maar ook armoede en hebzucht worden erin aan de kaak gesteld. "Money Don't Matter 2 Night" werd vooral in de westerse wereld een hit. In de Amerikaanse Billboard Hot 100 haalde het een bescheiden 23e positie. Het meeste succes had het nummer in de Nederlandse Top 40, waar het de 7e positie behaalde. In de Vlaamse Radio 2 Top 30 werd een 27e positie behaald.